# Lipovec, Ribnica
Lipovec je naselje v Občini Ribnica.